# Joan Amades
Joan Amades i Gelats, né le 23 juillet 1890 à Barcelone et mort le 17 janvier 1959 dans la même ville, est un ethnologue et folkloriste catalan.

## Biographie
Il naît à quelques pas des ramblas, dans une famille modeste : son père, Blai Amades, est manœuvre, sa mère, Teresa Gelats, est couturière après avoir été ouvrière en textile. Il doit abandonner ses études très tôt pour travailler, mais s'intéresse aux mathématiques, à l'astronomie, la graphologie, l'entomologie, et à l'espéranto dès 1906. Il est frappé, fortuitement, par les similitudes des chansons et des contes qu'il entend raconter dans sa famille et par des personnes venues d'ailleurs (du Roussillon, ou des Baléares). Il s'intéresse à la fois à tout ce qui concerne la tradition populaire et à l'entomologie. Vient le temps où il estime que les insectes subsisteront assez longtemps pour pouvoir être étudiés, alors que les traditions disparaissent rapidement. Son premier article, sur l'origine d'un proverbe, paraît en 1917 dans la revue Excursions de l'Ateneu enciclopèdic popular, société culturelle et sportive.
Il travaille aux Archives municipales d'histoire et au Musée des industries et des arts populaires de Barcelone, dont il devient le conservateur en 1940.
À partir de 1956, il collabore à l'UNESCO. Il est aussi un des promoteurs de l'espéranto et est le fondateur de la Fédération espérantiste catalane.

## Œuvres
Son œuvre majeure, parmi son abondante production, est le Costumari català, somme de la culture populaire catalane publiée de 1950 à 1956.

## Œuvres principales
- Les diades populars catalanes (1932-1949)
- Les cent millor cançons populars (1949)
- Refranyer català comentat (1951)
- Les cent millors rondalles populars (1953)
- Costumari Català (1950-1956)
- Guia de les festes tradicionals de Catalunya. Itinerari per tot l'any (1958)

## Éditions françaises
- L'origine des bêtes, petite cosmogonie catalane, Carcassonne, Garae/Hésiode, 1988
- Des étoiles aux plantes, petite cosmogonie catalane, Carcassonne, Garae/Hésiode, 1994